# Recht István
Recht István, születési nevén Recht István József, névváltozata: Radnóti-Recht István (Miskolc, 1906. június 14. – Budapest, Ferencváros, 1965. szeptember 21.) gyermekgyógyász, főorvos, Radnóti Sándor (1946) esztéta, irodalomtörténész apja.

## Élete
Recht Sándor (1867–1918) hegedűművész, zenetanár és Hegedűs Olga (1877–1962) fiaként született zsidó családban. Nagyapja, Recht Ignác (1837–1899) nagyváradi rendőrkapitány, apai nagyanyja, Bauer Zsófia (1843–1925) a nagyváradi polgári leányiskola igazgatónője volt. Nővére Recht Márta (1904–1995) szakíró, férjezett Melinda Lászlóné. Apai nagyapja Hegedűs Salamon (1849–1944) kereskedő. Az 1930-as években kikeresztelkedett a református vallásra.
Középiskolai tanulmányait 1916-ban a Budapesti Evangélikus Főgimnáziumban kezdte, majd a Budapesti VI. kerületi Magyar Királyi Állami Kölcsey Ferenc Főgimnáziumban folytatta, ahol 1924-ben tett érettségi vizsgát. 1930. december 22-én a budapesti Pázmány Péter Tudományegyetem Orvostudományi Karán avatták orvosdoktorrá. Oklevelének megszerzése után a Pázmány Péter Tudományegyetem Gyermekgyógyászati Klinikáján nyert alkalmazást mint díjtalan gyakornok, 1935-től mint díjtalan tanársegéd. 1934-ben a gyermekbetegségek tárgykörből szakorvossá nyilvánították. A második világháborút követően az Apponyi Poliklinika (1950-es évektől Szövetség utcai Kórház-Rendelőintézet) főorvosaként dolgozott. A gyermek-allergiás rendelést vezette.
Halálát szívizomelhalás okozta. A Farkasréti temetőben helyezték végső nyugalomra.

### Családja
Felesége Barta Magdolna (1907–1990) volt, Barta Győző kereskedelmi ügynök és Welward Janka lánya, akit 1937. május 2-án Budapesten, a Terézvárosban vett nőül.

## Művei
- A histamin hatása a vér cholesterintartalmára normalis és léptelen kutyákon. Tangl Haralddal. (Magyar Orvosi Archívum, 1929, 30.)
- Alimentaris lipoidaemia és hypophysis hátsólebenyhatás. Flesch Istvánnal. (Orvosképzés, 1934, 2.)
- Májfunctio és Takata-reactio jelentősége csecsemőkben és gyermekekben. (Orvosi Hetilap, 1936, 5.)
- Maradék és differentialnitrogen-vizsgálatok gyermekeken. Gerlóczy Ferenccel. (Orvosképzés, 1938, 1.)
- A C-vitamin hatása az anaphylaxiás májfunctióra. Gerlóczy Ferenccel. (Gyógyászat, 1939, 41.)
- A gyermekkori nem specificus lymphadenitisek conservativ kezelése. (Orvosi Hetilap, 1940, 26.)
- A gyenge energiájú rövidhullámkezelés jelentősége gyermekkori megbetegedéseknél. (Orvosképzés, 1941, 1.)
- A gyermekkori asthma bronchiale kezelése, különös tekintettel a rövidhullámkezelésre. (Orvosi Hetilap, 1945, 6.)

Radnóti-Recht István néven
- Gyermekkori tünetszegény rheumás karditisek röntgendiagnosztikája. Hell Ferenccel. (Gyermekgyógyászat, 1954, 3.)
- Differential-Sistolés-Nyomás" a gyermekkori tünetszegény, ambulans rheumás carditisek kórisméjében. (Gyermekgyógyászat, 1954, 6.)
- A gyermekkori asthma bronchiale és azallergiás egyensúly. (Gyermekgyógyászat, 1958, 8–9.)
- Irányelveink a gyermekkori asthma bronchiale ambulans gyógyszeres kezelésében. (Gyermekgyógyászat, 1961, 12.)